# Dumuzi

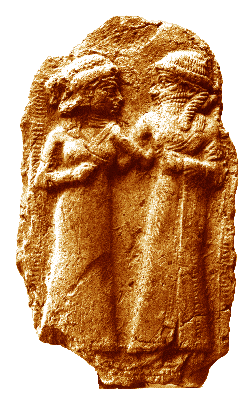
Inanna och Dumuzi

Dumuzi (sumeriska: 'riktig son'), akkadiska Tammuz,  var en vegetations- och herdegud i sumerisk mytologi, make eller älskare till fruktbarhetsgudinnan Inanna. Den varmaste sommarmånaden uppkallades efter honom. Sumeriska myter berättar om hans död och vistelse i underjorden, vilket illustrerar årstidernas växlingar. Dumuzi och Inanna kallade senare för Tammuz och Ishtar, och blev vid en ännu senare tidpunkt förebilden för Adonis och Afrodite.

## Mytologi
Tammuz förknippades med växtlighet och vissnande, döende och återfödelse, och förknippades därmed med fruktbarhet och naturens kretslopp. Han var älskare till fruktbarhetens gudinna Inanna, som sörjde honom till den grad att hon begav sig till underjorden för att finna honom.
I riterna för tillbedjan av Tammuz begrät man honom under den hetaste tiden på året, då det var torrperiod. Man använde sig också av Taukorset som symbol. Taurkorset är en föregångare till våra dagars kors, som i olika variationer används som symbol för de kristna.

### Adapamyten
I Adapamyten agerar Dumuzi som dörrvakt när Adapa, som brutit sunnanvinden, blivit sänd till An. Dumuzi blir rörd av att Adapa sörjer hans död och välkomnar honom som en gäst, vilket resulterar i att An gör sammaledes och Adapa överlever.

### Dumuzis bröllop
Störst roll har Dumuzi spelat i myten om sitt bröllop med Inanna. Denna myt är inte funnen på ett ställe utan består av mythem. Dess budskap illustrerar Inannas kärleksfulla men motsägelsefulla karaktär, och fenomenet med naturens årstider. Dumuzi är därmed gud för naturens, det vill säga växtlighetens fertilitet och fruktbarhet. I myten dör Dumuzi och ibland följer Inanna efter honom. Ibland är det hans syster Geshtinanna som följer med, ibland är det båda två. Men en av dessa sitter i Dumuzis ställe sex månader i underjorden, därav årstider.